# Gopalganj
Gopalganj – miasto w Indiach, w stanie Bihar. W 2011 roku liczyło 67 339 mieszkańców.